# Paweł Pawlikowski
Paweł Aleksander Pawlikowski (pronúncia polonesa: [ˈpavɛw alɛˈksandɛr pavliˈkɔfskʲi]; Varsòvia, 15 de setembre de 1957) és un director de cinema polonès que ha viscut i treballat la major part de la seva vida al Regne Unit. Va obtenir un gran reconeixement per una sèrie de documentals guardonats en la dècada de 1990 i per les seves pel·lícules Last Resort i My Summer of Love, que van guanyar un premi BAFTA i altres premis europeus.
La seva pel·lícula Ida va guanyar l'Oscar a la millor pel·lícula de parla no anglesa l'any 2015. Al Festival de Cinema de Cannes de 2018 va guanyar el premi a millor director per la seva pel·lícula Cold War.

## Filmografia[2]
- From Moscow to Pietushki (Documental TV) (1991)
- Dostoevsky's Travels (Documental TV) (1991)
- Serbian Epics (Documental TV) (1992)
- The Stringer (1998)
- Last Resort (2000)
- My Summer of Love (2004)
- La femme du vème (2011)
- Ida (2013)
- Cold War (2018)[3]

## Premis i nominacions[4]
| BAFTA                                 |        |                 |           |
| Categoria                             | Edició | Pel·lícula      | Resultat  |
| ------------------------------------- | ------ | --------------- | --------- |
| Millor director                       | 2019   | Cold War (2018) | Pendent   |
| Millor guió original                  | 2019   | Cold War (2018) | Pendent   |
| Millor Pel·lícula de parla no anglesa | 2015   | Ida (2013)      | Guanyador |
| Millor Pel·lícula de parla no anglesa | 2019   | Cold War (2018) | Pendent   |

| Festival Internacional de Cinema de Canes | Festival Internacional de Cinema de Canes | Festival Internacional de Cinema de Canes | Festival Internacional de Cinema de Canes |
| Categoria                                 | Edició                                    | Pel·lícula                                | Resultat                                  |
| ----------------------------------------- | ----------------------------------------- | ----------------------------------------- | ----------------------------------------- |
| Millor director                           | 2018                                      | Cold War (2018)                           | Guanyador                                 |
| Palma d'Or                                | 2018                                      | Cold War (2018)                           | Nominat                                   |

| Premis del Cinema Europeu    | Premis del Cinema Europeu | Premis del Cinema Europeu | Premis del Cinema Europeu |
| Categoria                    | Edició                    | Pel·lícula                | Resultat                  |
| ---------------------------- | ------------------------- | ------------------------- | ------------------------- |
| Millor Pel·lícula Europea    | 2014                      | Ida (2013)                | Guanyador                 |
| Millor Pel·lícula Europea    | 2018                      | Cold War (2018)           | Guanyador                 |
| Millor Director Europeu      | 2005                      | My Summer of Love (2004)  | Nominat                   |
| Millor Director Europeu      | 2014                      | Ida (2013)                | Guanyador                 |
| Millor Director Europeu      | 2018                      | Cold War (2018)           | Guanyador                 |
| Millor Guió Europeu          | 2014                      | Ida (2013)                | Guanyador                 |
| Millor Guió Europeu          | 2018                      | Cold War (2018)           | Guanyador                 |
| Millor Pel·lícula del públic | 2014                      | Ida (2013)                | Guanyador                 |

| Premis Gaudí              |        |                 |           |
| Categoria                 | Edició | Pel·lícula      | Resultat  |
| ------------------------- | ------ | --------------- | --------- |
| Millor Pel·lícula Europea | 2015   | Ida (2013)      | Nominat   |
| Millor Pel·lícula Europea | 2019   | Cold War (2018) | Guanyador |

| Premis Oscar                          | Premis Oscar | Premis Oscar    | Premis Oscar |
| Categoria                             | Edició       | Pel·lícula      | Resultat     |
| ------------------------------------- | ------------ | --------------- | ------------ |
| Millor director                       | 2019         | Cold War (2018) | Pendent      |
| Millor Pel·lícula de parla no anglesa | 2014         | Ida (2013)      | Guanyador    |
| Millor Pel·lícula de parla no anglesa | 2019         | Cold War (2018) | Pendent      |